# Apogon townsendi
 Apogon townsendi és una espècie de peix de la família dels apogònids i de l'ordre dels perciformes.

## Morfologia
Els mascles poden assolir els 6,5 cm de longitud total.

## Distribució geogràfica
Es troba des del sud de Florida i les Bahames fins a les Antilles i el nord de Sud-amèrica.